# شمولية معكوسة

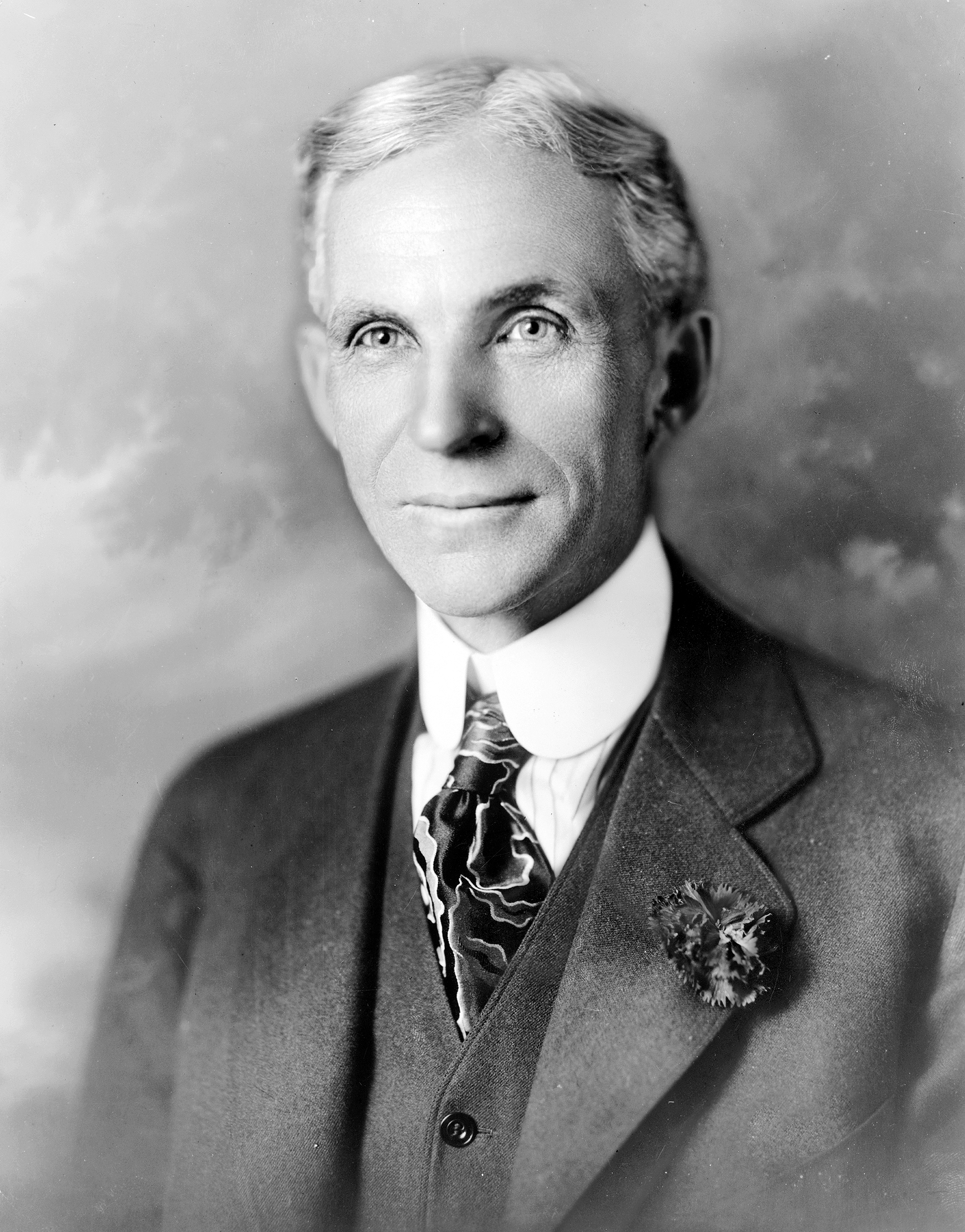

الشمولية المعكوسة (بالإنجليزية: Inverted totalitarianism)‏ هو مصطلح صاغه الفيلسوف السياسي شيلدون لين لوصف ما يعتقد أنه يمثل النموذج الناشئ لـ حكومة الولايات المتحدة. ويعتقد وولين أن الولايات المتحدة تتجه بشكل متزايد نحو ممارسة الديمقراطية غير الليبرالية، كما أنه يستخدم مصطلح «الشمولية المعكوسة» لتوضيح أوجه التشابه والاختلاف بين النظام الحكومي الأمريكي والأنظمة الشمولية مثل ألمانيا النازية والاتحاد السوفيتي الستانلي.

## الشمولية المعكوسة والديمقراطية المدارة
يعتقد وولين أن الولايات المتحدة (والتي يشير إليها مستخدمًا الاسم العلم «القوة العظمى» للتأكيد على الوضع الحالي لها باعتبارها القوة العظمى الوحيدة) في طريقها لتبني الاتجاهات الشمولية بشكل متزايد، كنتيجة للتحولات التي أحدثتها أثناء التعبئة العسكرية اللازمة لمحاربة دول المحور، وفي أثناء الحملة التي تلت ذلك والمتمثلة في احتواء الاتحاد السوفيتي خلال الحرب الباردة:

وبينما تتمثل أشكال الشمولية في القوة الموحدة بين النازية والفاشية التي ظهرت في شكل قمع للممارسات الليبرالية السياسية التي لم تتخلص سوى من الجذور الثقافية السطحية، تتمثل القوة العظمى في الاتجاه نحو تبني مبدأ الشمولية الذي يعتمد على الإطار الذي تم في نطاقه تأسيس مفهومي الليبرالية والديمقراطية لأكثر من قرنين. إنها النازية التي انقلبت رأسًا على عقب، لينتج بذلك مفهوم «الشمولية المعكوسة». وحيث إنه نظام يطمح إلى تحقيق معنى الشمولية، بالتالي فإنه مدفوع بأيديولوجية فعالية التكلفة بدلًا من أيديولوجية «الجنس المسيطر» (Herrenvolk), ومدفوع بالماديات وليس «المُثل».
وفقًا لوولين، هناك ثلاث طرق رئيسية تمثل فيها الشمولية المعكوسة الشكل المعكوس من الشمولية الكلاسيكية.
- بينما تسيطر الدولة على القطاعات الاقتصادية في ألمانيا النازية، فإنه في نظام الشمولية المعكوسة، تسيطر المؤسسات التجارية من خلال المساهمات السياسية والضغط السياسي على الولايات المتحدة، إلى جانب الحكومة التي تعمل كخادم للمؤسسات التجارية الكبرى. ومع ذلك، يمكن اعتبار هذا أمرًا «طبيعيًا» وليس فسادًا.[6]
- في حين يهدف النظام النازي إلى التعبئة السياسية الدائمة للسكان، في ظل تواجد مسيرات نورمبرج وشباب هتلر وما إلى ذلك، تهدف الشمولية المعكوسة إلى السماح لقطاع عريض من الأشخاص أن يكون في حالة ثابتة من اللامبالاة السياسية. ويتمثل النوع الوحيد من النشاط السياسي المتوقع أو المأمول من المواطنين في التصويت. ويمكن النظر إلى نسب الإقبال المنخفضة على الانتخابات بإيجابية كإشارة على أن الجزء السائد من السكان قد كف عن الأمل في أن الحكومة ستقوم يومًا ما بمساعدتهم.[7]
- وبينما سخر النازيون علنًا من الديمقراطية، ظلت الولايات المتحدة أسيرة غرورها بأنها نموذج الديمقراطية في العالم أجمع.[8] يكتب وولين:

يعكس مفهوم الشمولية المعكوسة حقيقة الأمور. فيشير هذا المصطلح إلى كافة السياسات في كافة الأوقات ولا يعني السياسات التي لا يقودها السياسي بشكل كبير. ولقد كانت المشاحنات التي تنشأ داخل الحزب تظهر على الملأ في كثير من الأحيان، وهناك سياسات مسعورة ومستمرة بين الفصائل الحزبية، والجماعات المصلحية، وقوى المؤسسات التجارية المتنافسة، واهتمامات وسائل الإعلام المتنافسة. وهناك، بطبيعة الحال، لحظة الذروة في الانتخابات الوطنية، ذلك الوقت الذي يستدعي اجتذاب انتباه الدولة للاختيار من بين الشخصيات بدلًا من الاختيار من بين البدائل المطروحة. ويعد الشيء الغائب في هذا الأمر سياسيًا، الالتزام بمحاولة إيجاد أين يكمن الصالح العام وسط صخب المصالح الممولة جيدًا والمنظمة بدرجة عالية وأحادية التفكير، والتي تسعى بشكل مفرط للحصول على امتيازات حكومية وإغداق الممارسات التي تقوم بها الحكومة النيابية والإدارة العامة بسيل من الأموال.

### الديمقراطية المدارة
يعتقد وولين أن ديمقراطية الولايات المتحدة خالية من المشاركة السياسية ويشير إليها باسم الديمقراطية المدارة. ويعرف وولين الديمقراطية المدارة بأنها «شكل سياسي تُمنح فيه الحكومات حق الشرعية بموجب الانتخابات التي تعلموا كيفية السيطرة عليها». وفي ظل الديمقراطية المدارة، يمنع الناخبون من أن يكون لهم تأثير كبير على السياسات التي تتبناها الدولة من خلال التوظيف الدائم لتقنيات العلاقات العامة.
ويعتقد وولين أن الولايات المتحدة تشبه ألمانيا النازية في أسلوب واحد رئيسي دون انعكاس وهو: الدور المحوري الذي تلعبه الدعاية في النظام. ووفقًا لما ذهب إليه وولين، فإنه بينما كانت عملية إنتاج الدعاية متمركزة ببساطة في ألمانيا النازية، فإنه قد تُرك الأمر في الولايات المتحدة لـ المؤسسات الإعلامية المركزية للغاية، وبالتالي دعم وهم «الصحافة الحرة». وفي نفس الوقت، كان يُسمح بمشاركة المعارضة، على الرغم من أن وسائل الإعلام الخاصة بالمؤسسات التجارية كانت تعمل بمثابة مرشح، مما يسمح لمعظم الأشخاص في ظل ضيق الوقت المتوفر في البقاء على اطلاع بالأحداث الجارية، ليس لشيء سوى لسماع وجهات النظر التي تعتبرها وسائل الإعلام الخاصة بالمؤسسة التجارية بأنها «جادة».
طبقًا لوولين، تشتمل الولايات المتحدة على اثنتين من الديناميكيات الشمولية الأساسية:
- وجدت الديناميكية الأولى التعبير الخاص بها، المتجه للخارج، جليًا في الحرب العالمية على الإرهاب وفي عقيدة بوش التي تُبين أن الولايات المتحدة لديها الحق في شن الحروب الاستباقية. وهذا يعني أن الولايات المتحدة تنظر إلى أي محاولة من أي دولة تقاوم هيمنتها أمرًا غير شرعي.[4][14][15]
- تتضمن الديناميكية الثانية، المتجهة للداخل، إخضاع قطاع عريض من السكان لـ «العقلانية» الاقتصادية، في ظل «التحجيم» الدائم و«تعهيد» الوظائف من الخارج وتفكيك ما تبقى من دولة الرفاهية التي أنشأها الرؤساء الأمريكيون فرانكلين روزفلت في إطار سياسات نيو ديل (New Deal) وليندون جونسون في إطار برامج المجتمع العظيم (Great Society). وبالتالي، تعد الليبرالية الجديدة جزءًا لا يتجزأ من الشمولية المعكوسة. إن حالة انعدام الأمن التي تعرض لها الجمهور تعمل بمثابة وظيفة مفيدة لجعل الأشخاص يشعرون بحالة من العجز، الأمر الذي يجعل من غير المحتمل أن يصبح هؤلاء الأشخاص نشطاء سياسيًا، ومن ثَم المساعدة في البقاء على الديناميكية الأولى.[4][14][16][17]